# Кудашов, Вячеслав Иванович
Вячесла́в Ива́нович Кудашо́в (род. 28 марта 1966 года, Учумсовхоз, Ужурский район, Красноярский край, СССР) — российский философ и общественный деятель, специалист по онтологии и теории познания, эпистемологии и философской антропологии. Доктор философских наук, профессор. Полковник милиции.

## Биография
Родился 28 марта 1966 года в Учумсовхозе Ужурского района, Красноярского края.
В 1992 году c отличием окончил исторический факультет Красноярского государственного педагогического института по специальности «История» с присвоением квалификации «Учитель истории и социально-политических дисциплин».
В 1992—1994 годах учился в аспирантуре при кафедре философии и социологии Красноярского государственного педагогического университета.
С 1 марта 1994 года по 1 июня 1999 года — преподаватель и начальник кафедры философии Красноярской высшей школы МВД России, с 1 июня 1999 года по 1 ноября 2006 года — профессор Сибирского юридического института МВД России.
В 1996 году в Иркутском государственном университете защитил диссертацию на соискание учёной степени кандидата философских наук по теме «Роль диалогичности сознания в самодетерминации личности» по специальности 09.00.01 — онтология и теория познания.
В 1999 году в Иркутском государственном университете защитил диссертацию на соискание учёной степени доктора философских наук по теме «Диалогичность сознания как фактор развития современного образования: Сущность и специфика взаимосвязи» по специальности 09.00.01 — онтология и теория познания.
В 2000 году присвоено учёное звание профессора.
В 2002 году прошёл курс подготовки по специальной программе обучения для участия в миротворческих миссиях во Всероссийском институте повышения квалификации сотрудников МВД России.
В 2003 году в Красноярском филиале института повышения квалификации Новосибирского государственного университета при Красноярском государственном университете прошёл повышение квалификации по специальности «Философия».
С 14 ноября 2006 года — профессор и заведующий (до 2013 года) кафедрой философии и социально-гуманитарных наук Факультета фундаментального медицинского образования Красноярского государственного медицинского университета имени профессора В. Ф. Войно-Ясенецкого.
С 2011 года — профессор кафедры гуманитарных и социально-экономических наук (кафедры № 1) Сибирского юридического института ФСКН России.
С 2017 года — профессор кафедры социально-гуманитарных наук и истории искусств Красноярского государственного института искусств / Сибирского государственного института искусств имени Дмитрия Хворостовского.
Профессор и заведующий кафедрой философии Гуманитарного института Сибирского федерального университета.
Член биоэтической комиссии Этического комитета Красноярского государственного медицинского университета имени профессора В. Ф. Войно-Ясенецкого.
Член редакционной коллегии журналов «Сибирское медицинское обозрение» и «Вестник Иркутского государственного университета».
Был членом диссертационного совета по философским наукам при Сибирском государственном аэрокосмическом университете имени академика М. Ф. Решетнёва, а также член и председатель (до 20 декабря 2016) диссертационного совета по философским наукам при Сибирском федеральном университете.
Член объединённого диссертационного совета Д 999.029.02 Сибирского федерального университета и Тувинского государственного университета.
Автор более 200 печатных работ, в том числе 12 монографий, 10 учебных пособий, 2 авторских учебника по философии, курсов лекций по дисциплинам «Концепции современного естествознания» и «Наука и религия».

### Семья
Жена — Кудашова Ирина Владимировна, кандидат философских наук (2007; тема — «Социально-философский анализ проблемы совершенствования человека»; специальность — 09.00.11 социальная философия). В 1993 году окончила исторический факультет Красноярского государственного педагогического института. В 1998 году окончила Красноярскую высшую школу МВД России. В 1993 — 2003 годах- старший инспектор Управления паспортно-визовой службы ГУВД по Красноярскому краю, в 2003 — 2007 годах — преподаватель-методист учебного отдела Сибирского юридического института МВД России, в 2007 — 2011 годах — преподаватель кафедры административного права и управления в ОВД Сибирского юридического института МВД России. С сентября 2011 года — преподаватель, а с ноября 2013 года — доцент кафедры административного права СибЮИ ФСКН России.

## Научная деятельность
В. И. Кудашовым проводится обоснование теоретических положения диалогической концепции сознания, рассматриваются идеи о коммуникативном ядре личности, интерсубъективный подход к анализу общения.
Член Организационного комитета, непосредственный участник и руководитель секций всех четырёх Всероссийских философских конгрессов.
В 1998 году выступил с докладами на ХХ Всемирном философском конгрессе в г. Бостон (США).
В 2001 году по приглашению Генерального директората по правовым вопросам Секретариата Совета Европы как представитель МВД России участвовал в международной конференции «Улучшение отчётности и прозрачности в Европе» в Уилтон-Парк (Великобритания).
В 2002 году по приглашению Президента Международной Федерации философских обществ возглавлял российскую делегацию на Х Международной молодежной философской Олимпиаде в г. Токио (Япония).
В 2003 году участвовал в XXI Всемирном философском конгрессе в г. Стамбул (Турция).
Член Организационного комитета Всероссийской научной конференции «Инновационный университет: философия — наука — управление» Новосибирск, Академгородок, 22-25 мая 2013 г.

### Гранты
Трижды получатель грантов от Красноярского краевого фонда науки: 1998 год — на участие в международном Конгрессе, 2008 год — грант на проведение международной конференции и за популярные лекции для молодежи по науке.

## Общественная деятельность
Член Комитета по информационной политике при Губернаторе Красноярского края, эксперт Комитета по издательской деятельности Правительства Красноярского края.
Член Общественного совета при Министерстве культуры Красноярского края.
Член Правления профессорского собрания Красноярского края, председатель Красноярского философского общества (с 1997), член президиума Российского философского общества (с 2002).
Организатор и председатель постоянно действующего методологического семинара по современным вопросам философии и науки в Государственной универсальной научной библиотеке Красноярского края.
Член Общественного совета красноярской региональной организации общественной организации — Общества «Знание» России, член федеральной лекторской группы общества «Знание» Руководитель Центра публичной политики краевого общества «Знание» и «Философское кафе» Красноярского культурно-исторического музейного комплекса.

## Награды
- Почётная грамота Законодательного собрания Красноярского края (2007 год) — «за высокие показатели в работе и большой вклад в дело подготовки кадров для правоохранительных органов Красноярского края».[13]
- Лауреат Профессорской премии Главы города Красноярска (2008 год)
- Медаль общества «Знание» России — «Подвижнику просвещения».

## Научные труды

### Диссертации
- Кудашов В. И. Роль диалогичности сознания в самодетерминации личности : автореферат дис. … кандидата философских наук : 09.00.01 / Иркутский гос. ун-т. — Иркутск, 1996. — 23 с.
- Кудашов В. И. Диалогичность сознания как фактор развития современного образования : Сущность и специфика взаимосвязи (недоступная ссылка) : автореферат дис. … доктора философских наук : 09.00.01 / Красноярская высшая школа МВД России. — Иркутск, 1999. — 38 с.

### Монографии
- Кудашов В. И. Диалогичность сознания и её самодетерминирующая роль: Монография. — Красноярск: КВШ МВД РФ, 1996. — 112 с.
- Кудашов В. И., Абрамов Ю. Ф. Феномен диалогичности и современное образование / Ю. Ф. Абрамов, В. И. Кудашов; Рос. акад. образования, ИГУ и др.. — Иркутск: Изд-во ИГУ, 1998. — 182 с.
- Кудашов В. И. Диалогичность как форма бытия сознания : Философские очерки. — Красноярск: КВШ МВД РФ, 1998. — 162 с.
- Кудашов В. И. Современные проблемы сознания в философии и естествознании:учеб. пособ.. — Красноярск: СибЮИ МВД России, 1999. — 47 с.
- Кудашов В. И. Психофизическая саморегуляция в воинских искусствах: монография. — М.: СибЮИ МВД России, 2002. — 169 с.
- Кудашов В. И. Концепции современного естествознания: учебное пособие. — Красноярск: СибЮИ МВД России, 2003. — 68 с.
- Кудашов В. И. Концепции современного естествознания: курс лекций. — Красноярск: СибЮИ МВД России, 2003. — 157 с.
- Журавлёва И. А., Кудашов В. И. Эколого-информационный мир: диалектика образования и общественного сознания: философско-теоретические очерки / Иркут. гос. ун-т, Ин-т соц. наук, Науч.-произв. центр "Регион". — Иркутск: Изд-во ИГУ, 2004. — 236 с. — ISBN 5-7430-0731-4.
- Кудашов В. И. История и теория современного сознания: монография. — Красноярск: СибЮИ МВД России, 2004. — 171 с.
- Кудашов В. И. Религиозная антропология "небиблейской" традиции. — Красноярск, 2005.
- Кудашов В. И. Экология сознания в информационной культуре: монография. — Красноярск: СибЮИ МВД России, 2006. — 255 с.
- Невирко Д. Д., Горбач Н. А., Кудашов В. И., Жарова А. В. Философия и социология здоровья : монография / Д. Д. Невирко, Н. А. Горбач [и др.] ; Министерство внутренних дел (МВД) России. Сибирский юридический институт (СибЮИ). — Красноярск: Сибирский юридический институт (СибЮИ) МВД России, 2007. — 154 с.
- Кудашов В. И. Философия: Курс лекций. — Красноярск: КрасГМА, 2007. — 174 с.
- Кудашов В. И. Философские аспекты проблемы здоровья. — Красноярск: КрасГМА, 2007. — 212 с.
- Кудашов В. И., Кудашова И. В. Философские аспекты усовершенствования человека: монография. — Красноярск: СибЮИ МВД России, 2007. — 229 с.
- Развитие правового сознания личности (философско-правовой аспект). Комму никативные аспекты сознания в правовой реальности. Пребывание в условиях вынужденного заключения как средство нивелирования субъективности. Право и религия: отчёт о науч. работе (заключительный) / науч. рук. А. И. Панюков; сост. В. И. Кудашов, Т. А. Бажан, Ю. Г. Панюкова, К. В. Рубчевский, О. Ф. Нескрябина. – Красноярск: СибЮИ МВД России, 2005. – 131 c.
- Кудашов В. И. Сибирь в глобальном мире: Цикл лекций по развитию гражданского образования населения г. Красноярска. Лекция № 1.. — Красноярск: КРОООО «Знание»: СПбИВЭСЭП (КФ), 2011.
- Кудашов В. И. Проблемы усовершенствования человеческой природы: философские аспекты. — Саарбрюкен: Палмариум, 2012. — 272 с. — ISBN 978-3-8473-9038-1.
- Кудашов В. И., Демина Н. А., Устюгов В. А. Философия. Краткий конспект лекций. — Красноярск: Сиб. федер. ун-т, 2012. — 257 с.

### Глобалистика: Международный междисциплинарный энциклопедический словарь
- Кудашов В. И. Антропоморфоз // Глобалистика: Международный междисциплинарный энциклопедический словарь. — М.-СПб.-Н.-Й., 2006;
- Кудашов В. И. Диалог // Глобалистика: Международный междисциплинарный энциклопедический словарь. — М.-СПб.-Н.-Й., 2006;

### Статьи
на русском языке
- Кудашов В. И. Диалогичность самопознания // Познание и его возможности. — М., 1994.
- Кудашов В. И. Диалогичность присущих человеку языков на нейрофизиологическом и личностных уровнях // Человеческий фактор в право охранительных системах: материалы международной научно-практ. конф. ( мая – 3 июня 1995 г.). — Орёл: ОВШ МВД РФ, 1996. — С. 33—35.
- Кудашов В. И. Диалогичность сознания в творческом образовании юристов // Актуальные проблемы правоприменительной практики в связи с принятием нового Уголовного кодекса Российской Федерации: материалы научно-практ. конф. (6-7 фев. 1997 г.). — Красноярск: КВШ МВД России, 1997. — С. 49—53.
- Кудашов В. И. Государственный образовательный стандарт и концепция преподавания философских дисциплин // Аттестация вуза: государственный образовательный стандарт и концептуальное совершенствование юридического образования: тез. докл. учеб. сбора. — Красноярск: КВШ МВД России, 1997. — С. 35-37.
- Кудашов В. И., Панюков А. И. Философской содержание нового Уголовного кодекса Российской Федерации // Актуальные проблемы правоприменительной практики в связи с принятием нового Уголовного кодекса Российской Федерации: материалы научно-практ. конф. (6-7 фев. 1997 г.). — Красноярск: КВШ МВД России, 1997. — С. 60—65.
- Кудашов В. И. Диалоговые формы современного образования // Активные формы и методы обучения, их использование в учебном процессе: тез. докл. учеб. сбора. — Красноярск: КВШ МВД России, 1998. — С. 22—26.
- Кудашов В. И. Сознание преступника: философские аспекты явления // Правовые и организационно-тактические проблемы борьбы с преступностью в Сибирском регионе: материалы научно-практ конф. (5-6 фев. 1998 г.). Ч. 2. — Красноярск: КВШ МВД России, 1998. — С. 38—42.
- Кудашов В. И. Целевые установки концепции философии образования для XXI века // Философия образования для XXI века: проблемы формирования концепции. — Новосибирск: НГПУ, 2001. — С. 15-20.
- Кудашов В. И. Иррациональность сознания информационной эпохи // Вестник Российского Философского общества. — 2001. — № 3.
- Кудашов В. И. Проблема сознания в современной философии // Личность, творчество и современность: межвуз. сб. науч. тр. / отв. ред. Д. Д. Невирко. — Красноярск: СибЮИ МВД России, 2001. — Вып. 4. — С. 58—65.
- Кудашов В. И. Ситуация несвободы в информационном обществе // Права и свободы человека в современном мире: сб. материалов научно практ. конф. (5 дек. 2002 г.) / отв. ред. В. В. Пономарёва. — Красноярск: СибЮИ МВД России, 2002. — С. 13—19.
- Кудашов В. И. Достоинство философа в современном мире (субъективные за метки по поводу III Российского философского конгресса) // Теория и история. — 2002. — № 1. — С. 89-97.
- Кудашов В. И. Сибирь в условиях глобализации // Роль науки и образования в решении проблем водного транспорта: материалы научно-практ. конф. (21 июня 2002 г.). — Красноярск: ГУУПП Сибирь, 2002. — С. 25—29.
- Кудашов В. И. Автономия: зависимость и независимость // Личность, творчество и современность: межвуз. сб. науч. тр. / отв. ред. Д. Д. Невирко. — Красноярск: СибЮИ МВД России, 2002. — Вып. 5. — С. 97—113.
- Кудашов В. И. Ценностная структура криминального сознания // Актуальные проблемы борьбы с преступностью в Сибирском регионе: сб. материалов междунар. науч. конф. (7-8 фев. 2002 г.). Ч. 1/ отв. ред. В. И. Горобцов. — Красноярск: СибЮИ МВД России, 2002. — С. 108—114.
- Кудашов В. И. Глобализация терроризма: возможности философского осмысления // Актуальные проблемы борьбы с преступностью в Си бирском регионе: сб. материалов междунар. конф. (7-8 фев. 2003 г.). Ч. 1/ отв. ред. В.И. Горобцов. — Красноярск: СибЮИ МВД России, 2003. — С. 68—73.
- Кудашов В. И. Русский мир и национальная идея // Теория и история. — 2003. — № 2. — С. 46-56.
- Кудашов В. И. Современное состояние русской национальной идей и её перспективы // Теория и история. — 2003. — № 3. — С. 167—175.
- Кудашов В. И. XXI Всемирный философский конгресс и российский «философский подход» // Теория и история. — 2003. — № 3. — С. 198—204.
- Кудашов В. И. Эволюция человека: от биосферы до ноосферы // Личность, творчество и современность: межвуз. сб. науч. тр. / отв. ред. Д. Д. Невирко. — Красноярск: СибЮИ МВД России, 2003. — Вып. 6. — С. 122—140.
- Кудашов В. И. Кризис культуры информационного общества // Культура информационного общества: сб. науч. тр. — Красноярск: ИПЦ КГТУ, 2003. — С. 52—62.
- Кудашов В. И. Кризис российской правовой системы // Актуальные проблемы борьбы с преступностью в Сибирском регионе: сб. материалов междунар. научно-практ. конф. (5-6 фев. 2004 г.). Ч. 1./ Отв. ред. В. И. Горобцов. — Красноярск: СибЮИ МВД России, 2004. — С. 93—97.
- Кудашов В. И. Человек как микрокосмос // Личность, творчество и современность: сб. науч. тр. — Красноярск: СибЮИ МВД России, 2004. — Вып. 7. — С. 55-65.
- Кудашов В. И. Антропологические истоки преступности // Актуальные проблемы борьбы с преступностью в Сибирском регионе: сб. материалов междунар. науч. конф. памяти д.ю.н., профессора В. И. Горобцова (10-11 фев. 2005 г.). / отв. ред. С.Д. Назаров. — Красноярск: СибЮИ МВД России, 2005. — Вып. 1. — С. 63—67.
- Кудашов В. И. Современные технологии личного бессмертия // Личность, творчество и современность: сб. науч. тр. / отв. ред. Д. Д. Невирко. — Красноярск: СибЮИ МВД России, 2005. — Вып. 8.
- Кудашов В. И. Великая победа и поражение России // Теория и история. — 2005. — № 1. — С. 59-71.
- Кудашов В. И. Идеология России в публичной политике // Теория и история. — 2005. — № 2. — С. 45—54.
- Кудашов В. И. Россия в «реальности» и на самом деле // Теория и история. — 2006. — № 1. — С. 95—108.
- Кудашов В. И. Философское осмысление гражданского общества в России // Личность, творчество и современность: сб. науч. тр. / отв. ред. Д. Д. Невирко. — Красноярск: СибЮИ МВД России, 2006. — Вып. 9. — С. 67-85.
- Кудашов В. И. Ценности здоровья в техногенном мире // Сибирское медицинское обозрение. — Красноярск: КрасГМУ имени профессора В. Ф. Войно-Ясенецкого, 2007. — Т. 43, № 2. — ISSN 1819-9496.
- Кудашов В. И. Будущее Сибири в глобальном мире // Осмысление глобального мира: кол. монография, отв. ред. Ю. Н. Москвич [Серия: Библиотека актуальной философии]. — Вып. 1. — Красноярск: Изд-во «ЛИТЕРА-принт», 2007. — 176 с. ISBN 978-5-85981-268-4
- Кудашов В. И. Терроризм как порождение глобализма // Осмысление глобального мира: кол. монография / отв. ред. Ю. Н. Москвич. — Вып. 1. — Красноярск: Изд-во “ЛИТЕРА-принт“, 2007. — 176 с. — (Библиотека актуальной философии). — ISBN 978-5-85981-268-4. Архивировано 6 ноября 2013 года.
- Кудашов В. И. Философские аспекты трансформации ментальности // Интеллект, ментальность и духовность в глобальном мире: кол. монография, отв. ред. Колмаков В. Ю. [Серия: Библиотека актуальной философии]. Вып. 2. — Красноярск: Изд-во «Литера-принт», 2008. — 228 с. ISBN 978-5-85981-268-4
- Кудашов В. И. От биоэтики к биокосмологии // Сибирское медицинское обозрение. — Красноярск: КрасГМУ имени профессора В. Ф. Войно-Ясенецкого, 2008. — Т. 49, № 1. — ISSN 1819-9496.
- Кудашов В. И. К вопросу о „терапевтической“ функции философии // Сибирское медицинское обозрение. — Красноярск: КрасГМУ имени профессора В. Ф. Войно-Ясенецкого, 2009. — Т. 55, № 1. — ISSN 1819-9496.
- Кудашов В. И. Здоровье и медицина: когнитивный подход // Сибирское медицинское обозрение. — Красноярск: КрасГМУ имени профессора В. Ф. Войно-Ясенецкого, 2009. — Т. 58, № 4. — ISSN 1819-9496.
- Кудашов В. И. Когнитивные технологии усиления интеллекта и их биоэтическая оценка // Сибирское медицинское обозрение. — Красноярск: КрасГМУ имени профессора В. Ф. Войно-Ясенецкого, 2009. — Т. 59, № 5. — ISSN 1819-9496.
- Кудашов В. И. Медико-социальные стратегии улучшения когнитивной функции // Сибирское медицинское обозрение. — Красноярск: КрасГМУ имени профессора В. Ф. Войно-Ясенецкого, 2009. — Т. 60, № 6. — ISSN 1819-9496.
- Кудашов В. И. Философия медицины и медицинский взгляд на философию // Сибирское медицинское обозрение. — Красноярск: КрасГМУ имени профессора В. Ф. Войно-Ясенецкого, 2010. — Т. 61, № 1. — ISSN 1819-9496.
- Андренко О. В., Киященко Л. П., Кудашов В. И., Моисеев В. И. Медицина как трансдисциплинарный феномен // Сибирское медицинское обозрение. — Красноярск: КрасГМУ имени профессора В. Ф. Войно-Ясенецкого, 2010. — Т. 65, № 5. — ISSN 1819-9496.
- Кудашов В. И. Развитие России на основе гражданской самоорганизации. // Правовая ментальность эффективного государства: кол. монография / отв. ред. В. Ю. Колмаков; ред.кол; Вып. 10. — Красноярск; «Литера-принт», 2010. — 200 с. (Серия: Библиотека актуальной философии).
- Кудашов В. И. Когнитивное управление формированием здорового образа жизни // Сибирское медицинское обозрение. — Красноярск: КрасГМУ имени профессора В. Ф. Войно-Ясенецкого, 2011. — Т. 67, № 1. — ISSN 1819-9496.
- Кудашов В. И. Философия современного медицинского образования // Сибирское медицинское обозрение. — Красноярск: КрасГМУ имени профессора В. Ф. Войно-Ясенецкого, 2011. — Т. 70, № 4. — ISSN 1819-9496.
- Кудашов В. И. Социальные технологии в обществе знания: когнитивный аспект // Вестник Томского государственного университета. Философия. Социология. Политология. — Томск: ТГУ, 2012. — Вып. 1 (20), № 4. — ISSN 1819-9496.
- Кудашов В. И. Инновационный человек и социальное творчество в условиях отчуждения и коммерциализации // Инновационный человек и инновационное общество. / Под ред. В. И. Супруна. — Новосибирск: ФСПИ Тренды, 2012. — С. 282—297. 424 с.
- Кудашов В. И. Стратегии и сценарии развития высшего образования в условиях глобализации // Философия образования. — 2012. — № 6 (45). — С. 78—82.
- Кудашов В. И. Критика дуализма мозга и сознания в нейронауке и медицине // Сибирское медицинское обозрение. — Красноярск: КрасГМУ имени профессора В. Ф. Войно-Ясенецкого, 2012. — Т. 74, № 2. — С. 96—99. — ISSN 1819-9496.
- Кудашов В. И. Социальные технологии в обществе знания: когнитивные аспекты // Вестник Томского государственного университета. Философия. Социология. Политология. — 2012. — Вып. 1, № 4. — С. 58—64. — ISSN 2311-2395.
- Кудашов В. И. Проблема понимания духовности // Сибирское медицинское обозрение. — Красноярск: КрасГМУ имени профессора В. Ф. Войно-Ясенецкого, 2013. — Т. 84, № 6. — ISSN 1819-9496.
- Кудашов В. И. Разум и вера в творении духовной культуры // Вестник КГПУ имени В. П. Астафьева. — Красноярск: КГПУ имени В. П. Астафьева, 2013. — Т. 23, № 1. — ISSN 1995-0861.
- Кудашов В. И. Исцеление тела и целостность телесности // Сибирское медицинское обозрение. — Красноярск: КрасГМУ имени профессора В. Ф. Войно-Ясенецкого, 2014. — Т. 88, № 4. — ISSN 1819-9496.
- Кудашов В. И., Равочкин Н. Н. Многообразие инструментов распространения идеологий в современных обществах // Контекст и рефлексия: философия о мире и человеке. — 2016. — № 3. — С. 42—49.
- Кудашов В. И., Равочкин Н. Н. Н. С. Розов. Идеи и интеллектуалы в потоке истории: макросоциология философии, науки и образования // Вопросы философии. — 2017. — № 2. — С. 212—215.
- Кудашов В. И., Равочкин Н. Н. Проектирование идеологии современного российского общества как предназначение интеллектуалов // Гуманитарный вектор. — 2017. — Т. 12, № 3. — С. 15-22.
- Бардаков А. В., Григорьева Л. И., Кудашов В. И. Роль традиционных религий в преподавании предметов духовно-нравственной направленности в условиях глобализации // Перспективы науки и образования. — 2019. — № 2 (38). — С. 131–142. — doi:10.32744/pse.2019.2.11.

на других языках
- Kudashov V. I. The Global Ecology of Human Consciousness // Philosophical Anthropology. Vol. IX. Proceedings of the XXI World Congress of Philosophy. — Ankara, 2006.
- Kudashov V. I. University education in the commercialization epoch (недоступная ссылка) // Philosophy of education. Scientific journal (Special issue) 2012. — № 5. — P. 11-17.
- Kudashov V. I. The Neo Human: a Breakthrough of Transcendence and Cultural Constraints = Неочеловек: порыв в трансцендентное и культурные ограничения // Journal of Siberian Federal University. Humanities & Social Sciences. — 2015. — Т. 8, № 8. — P. 1642-1651.
- Kudashov V. I., Chernykh S. I., Yatsenko M. P., Grigoreva L. I., Pfanenshtil I. A., Rakhinsky D. V. Historical reflection in the educational process: an axiological aproach // Analele Universitatii din Craiova — Seria Istorie. — 2017. — Vol. 22, № 1. — P. 139-147.

### Рецензии
- Кудашов В. И. Рецензия на сборник статей «Системность в праве» // Сибирские юридические записки: ежегодник Ассоциации юрид. вузов «Сибирь». — Красноярск: КрасГУ, 2003. — Вып. 1. — С. 243—246.